# بژزنا
بژزنا (به لهستانی:  Brzezna) یک روستا در لهستان است که در گمینا پودگروجه واقع شده‌است. بژزنا ۲٬۰۰۰ نفر جمعیت دارد.